# 卜天與
卜天與（？—453年3月16日），吳興餘杭人。南朝宋軍事人物。卜天與官至廣威將軍，多年來都在宮中任職，劉劭弒父奪位當日曾率眾討伐劉劭，但失敗被殺。

## 生平
卜天與父親卜祖本身也是軍人，初跟隨將領徐赤特。盧循之亂時劉裕因徐赤特違命出戰戰敗而處死他，但他欣賞卜祖，就讓他補隊主，跟著他征戰，後更封他關中侯爵位，當過兩次縣令。卜祖死後，天興承襲關中侯爵。
卜天與擅長射箭，挽弓的氣力倍於常人，而且面容嚴肅，即使笑時也不會開顏大笑。宋文帝因著他是劉裕舊將的兒子，就命他教諸皇子射箭。多年以後，天與以白衣領東掖防閤隊。後遷領輦後第一隊。卜天興因為撫恤士卒，故很得眾心，二十九年（452年）獲廣威將軍，領左細仗，兼帶營祿。
元嘉三十年（453年），太子劉劭率兵入宮弒父奪位，因為事出突然，舊將羅訓、徐罕都望風附於劉劭，但卜天與卻立即呼喚左右出擊，連護甲也來不及穿就持刀取弓討伐劉劭。當時徐罕說：「太子殿下入宮，你想做甚麼？」天與就罵他：「殿下常常都入宮，為甚麼現在才這樣說。這因你是逆賊。」天與趕到東堂，引弓對準劉劭放箭，差點就命中了，接著劉劭兵眾進攻天與，天與手臂被砍斷，倒地被殺。與他一同出討的張泓之、朱道欽、陳滿等將都戰死。
同年，宋孝武帝推翻劉劭，下詔追贈卜天與龍驤將軍、益州刺史，並賜諡號壯侯，並親臨其喪。並對卜天與家長期供給穀米糧食。

## 家庭

### 弟
- 卜天生，南朝宋將領，官至龍驤將軍、弋陽太守。宋明帝即位後後支持劉子勛政權，為邊城令宿僧護所殺。

### 子
- 卜伯宗，殿中將軍，被宋明帝派往討伐劉子勛，戰死。
- 卜伯興，前將軍、南平昌太守，直閤，領細仗主。後與袁粲共謀討伐蕭道成，失敗被殺。

## 延伸阅读
[在维基数据编辑]
 《宋書/卷91》，出自沈约《宋书》